# Primož Čučnik
Primož Čučnik, né le 1er juin 1971 à Ljubljana, est un poète, éditeur et traducteur slovène. Il a publié plusieurs recueils de poésie.
Primož Čučnik étudie la philosophie et la sociologie de la culture à l’université de Ljubljana et travaille au journal littéraire Literatura,.
Il remporte le prix Prešeren en 2008 pour Delo in dom et le prix Jenko en 2011 pour Kot dar. En 2012 il remporte le prix Veronika pour Mikado.

## Œuvres
Poésie
- Dve zimi (1999)
- Ritem v rôkah (2002)
- Oda na manhatanski aveniji (2003)
- Akordi (2004)
- Nova okna (2005)
- Sekira v medu:izbrane pesmi (2006)
- Delo in dom (2007)
- Kot dar (2010)
- Mikado (2012)

Essai
- Spati na krilu (2008)